# Площадь Мадлен
Площадь Мадлен (фр. Place de la Madeleine) — одна из площадей Парижа.
Площадь размером 218 на 128 метров расположена в VIII округе Парижа в одноимённом квартале. Своё название получила от расположенной здесь церкви Святой Марии Магдалины.
К площади примыкают:
- Улица Шово-Лагард — в честь адвоката Марии-Антуанетты и Елизаветы Французской
- Улица Тронше — в честь адвоката а суде над Людовиком XVI
- Улица де Сез — в честь адвоката а суде над Людовиком XVI
- Бульвар Мадлен
- Улица Дюфо — в честь Леонара Дюфо
- Улица Ройаль
- Крытая галерея Мадлен
- Бульвар Мальзерб — в честь адвоката а суде над Людовиком XVI и французского ботаника
- Проезд Мадлен

На площади расположена одноимённая станция метро.
История площади начинается в 1815 году на земле, принадлежавшей монастырю Нотр-Дам-де-Грас в Виль-л’Эвек около церкви Святой Марии Магдалины, строившейся с 1760-х гг. Официально площадь образована в 1824 году согласно указу Людовика XVIII, подписанного им в Тюильри за несколько месяцев до своей смерти. В Июльскую революцию 1830 года площадь Мадлен была ареной столкновений повстанцев с правительственными войсками.
Во II половине XIX века площадь Мадлен украшали два фонтана работы Габриэля Давиуда. Один из этих фонтанов, расположенный напротив дома 7, был перенесён в 1903 году на площадь Сантьяго-дю-Чили (VII округ), на стыке авеню де Ла Мотт-Пике и бульвара Латур-Мобур, чтобы уступить место памятнику Жюлю Симону. Другой фонтан, расположенный на другой стороне площади возле галереи Мадлен, был перенесен в 1910 году в центр площади Франциску I, чтобы освободить место для памятника Викторьену Сарду.
30 мая 1918 года, во время Первой мировой войны, снаряд, выпущенный Парижской пушкой, взорвался на площади около церкви.

## Адреса
- № 2 — дом, где располагался ресторан Дюран, в нём собирались с 1848 года депутаты-оппозиционеры, центра буланжизма. Здесь в 1889 году генерал Буланже объявил о победе на выборах[3].
- № 3 — ансамбль, построенный в 1842 году Теодором Шарпантье. Фотографы Отто Вегенер и Эжен Пиру открыли свою студию в 1900 году. Нино Черрути открыл там свой дом высокой моды в 1967 году.
- № 4 — дом композитора Камиля Сен-Санса.
- № 7 — в доме около полувека прожил Жюль Симон[4], позже около дома ему был установлен памятник. Сегодня в доме расположен ювелирный дом Odiot.
- № 9 — здание, украшенное скульптурами Жана-Батиста-Жюля Клагмана. Здесь расположен вход в галерею Мадлен, крытый переход, соединяющий площадь Мадлен с улицей Буасси-д’Англа.
- № 11 — бутик Baccarat.
- № 16 — общественный туалет, внесённый в 2011 году список исторических памятников Франции[5].
- № 18 — в 1918—1924 гг здесь располагался дом моды модельера Люсьена Лелонга.
- № 21 — пассаж Мадлен.
- № 28 — в 2007—2016 гг в доме располагалась Парижская пинакотека, частная выставочная галерея.